# Madeleine Schuppli
Madeleine Schuppli (* 29. Juni 1965 in Zürich) ist eine Schweizer Kunsthistorikerin, Kuratorin und Autorin. Von 2007 bis 2020 war sie Direktorin des Aargauer Kunsthauses. 2020 bis 2022 war sie Leiterin Visuelle Künste bei der Schweizer Kulturstiftung Pro Helvetia. Seit 2022 arbeitet sie als Freelancerin im Bereich zeitgenössische Kunst und Kultur.

## Leben und Wirken
Madeleine Schuppli studierte Kunstgeschichte, Klassische Archäologie und Kirchengeschichte an den Universitäten Genf, Hamburg und Zürich und absolvierte einen Master of Advanced Studies in Kulturmanagement an der Universität Basel. Zunächst als Ausstellungsassistentin an verschiedenen Museen in der Schweiz und Deutschland tätig, wurde sie 1996 Kuratorin der Kunsthalle Basel, wo sie u. a. Ausstellungen von Mona Hatoum oder Maurizio Cattelan verantwortete. Von 2000 bis 2007 wirkte sie als Direktorin für das Kunstmuseum Thun. Der Umbau des Museums und Ausstellungen mit Mark Grotjahn oder Christian Marclay wurden von ihr gewährleistet. Madeleine Schuppli war von 2007 bis 2020 Direktorin des Aargauer Kunsthauses, wo sie zahlreiche Gruppen- und Einzelausstellungen realisierte, u. a. zu Fiona Tan, Sophie Taeuber-Arp, Kino und Kunst oder Swiss Pop Art. 2009 initiierte sie die innovative Ausstellungsreihe für junge Kunst CARAVAN zur Förderung aufstrebender Schweizer Kunstschaffenden. Ausserdem verantwortet sie eine aktive Sammlungspolitik mit Fokus auf zeitgenössische Werke Schweizer Kunst und eine dialogische Präsentation der Bestände. Seit Februar 2020 ist sie als Leiterin Visuelle Künste bei Pro Helvetia verantwortlich.
Seit 1999 fungiert sie als Expertin in Kunst am Bau-Gremien u. a. im Auftrag der Stadt Zürich, der Raiffeisen Bank oder der Stadt Basel und ist in zahlreichen Jurys für Kunstpreise vertreten.
Schuppli ist Mitglied der Association Internationale des Critiques d’Art (AICA), der International Association of Curators of Contemporary Art (IKT), des International Council of Museums (ICOM), der Vereinigung der Kunsthistorikerinnen und Kunsthistoriker in der Schweiz (VKKS) und der Vereinigung Schweizer Kunstmuseen (VSK/AMAS).

## Publikationen

### Herausgeber- und Autorschaft (Auswahl)
- Otto Dix: Landschaften 1933–1945. "Wie soll man da entscheiden, wo das Alte aufhört und das Neue beginnt". Ausst.-Kat. Museum zu Allerheiligen, Schaffhausen, 23. März – 30. Juli 1995, Schaffhausen: Museum zu Allerheiligen 1995, ISBN 978-3-907066-11-9. Google Books
- Christoph Büchel: magsch no? Ausst.-Kat. TBA Exhibition Space, Chicago, 17. April – 23. Mai 1998, Basel: Schwabe & Co. 1998, ISSN 1421-1726.
- Mona Hatoum (Kunsthalle Basel, Bd. 19). Ausst.-Kat. Kunsthalle Basel, 6. Juni – 16. August 1998, Basel: Schwabe & Co. 1998, ISBN 978-3-7965-1393-0. Google Books
- Maurizio Cattelan (Kunsthalle Basel, Bd. 30). Ausst.-Kat. Kunsthalle Basel, 15. Oktober – 21. November 1999, Basel: Schwabe & Co. 1999, ISBN 3-7965-1404-9. Google Books
- Out of Space. Ausst.-Kat. Kunstmuseum Thun, 27. Oktober – 3. Dezember 2000, Thun: Kunstmuseum Thun 2000, ISBN 3-906537-05-6.
- Karim Noureldin. Ausst.-Kat. Kunstmuseum Thun, 16. Juni – 27. August 2000, Thun: Kunstmuseum Thun 2000, ISBN 978-3-906537-03-0.
- Vibeke Tandberg. Ausst.-Kat. Kunstmuseum Thun, 16. Juni – 27. August 2000, Thun: Kunstmuseum Thun 2000, ISBN 978-3-906537-03-0.
- Breda Beban: Still. Ausst.-Kat. Kunstmuseum Thun, 23. September  – 18. November 2001, Thun: Kunstmuseum Thun 2001, ISBN 3-906537-08-0.
- Panorama. Ausst.-Kat. Kunstmuseum Thun, 1. Juli – 9. September 2001, Thun: Kunstmuseum Thun 2001, ISBN 3-906537-07-2.
- Balthasar Burkhard: Voyage. Ausst.-Kat. Kunstmuseum Thun, 4. Februar – 25. März 2001, Thun: Kunstmuseum Thun 2001.
- Dara Friedman. Ausst.-Kat. Kunstmuseum Thun, 31. Mai – 4. August 2002, Thun: Kunstmuseum Thun 2002, ISBN 3-906537-10-2.
- Stalder – Solakov – Mehretu. Ausst.-Kat. Kunstmuseum Thun, 18. Oktober – 1. Dezember 2002, Thun: Kunstmuseum Thun 2002, ISBN 3-906537-12-9.
- Gesellschaftsbilder / Images of Society. Ausst.-Kat. Kunstmuseum Thun, 7. September – 16. November 2003, Thun: Kunstmuseum Thun 2003, ISBN 3-906537-14-5.
- Florian Slotawa. Ausst.-Kat. Kunstmuseum Thun, 22. Juni – 17. August 2003, Thun: Kunstmuseum Thun 2003, ISBN 3-906537-13-7.
- Sammlung Kunstmuseum Thun / Collection Kunstmuseum Thun. Sammlungs-Kat. Kunstmuseum Thun, Thun: Kunstmuseum Thun 2004, ISBN 3-906537-15-3. Google Books
- Reanimation – Hermann Gerber. Ausst.-Kat. Kunstmuseum Thun, 24. September – 21. November 2004, Thun: Kunstmuseum Thun 2004, ISBN 3-906537-16-1.
- Claudia & Julia Müller. Ausst.-Kat. Kunstmuseum Thun, 26. März – 23. Mai 2004 / Grazer Kunstverein, Graz, 10. Dezember 2004 - 29. Januar 2005, Basel: Christoph Merian 2004, ISBN 3-85616-221-6. Google Books
- Anna Amadio: One Corner More. Ausst.-Kat. Kunstmuseum Thun, 5. Februar – 19. März 2006, Thun: Kunstmuseum Thun 2006, ISBN 3-906537-19-6. Google Books
- Pierre Bismuth: Tout ce qui n’est pas interdit est obligatoire. Ausst.-Kat. Kunstmuseum Thun, 28. April – 19. Juni 2005, Thun: Kunstmuseum Thun 2005, ISBN 978-3-906537-17-7.
- Choosing my Religion. Ausstellungsbroschüre Kunstmuseum Thun, 15. September – 19. November 2006, Thun: Kunstmuseum Thun 2006, ISBN 978-3-906537-20-7.
- Mark Grotjahn. Ausst.-Kat. Kunstmuseum Thun, 7. September – 18. November 2007, Thun: Kunstmuseum Thun 2007, ISBN 978-3-906537-21-4.
- Simon Dybbroe Møller: Like Origami gone wrong. Ausst.-Kat. Århus Kunstbygning, Aarhus, 13. Januar – 8. April 2007 / Kunstmuseum Thun, 3. Juni  – 19. August 2007, Zürich: JRP Ringier 2007, ISBN 978-3-905770-33-9.
- Mark Wallinger. Ausst.-Kat. Kunstverein Braunschweig, 1. September – 11. November 2007 / Aargauer Kunsthaus, Aarau, 31. August – 16. November 2008, Zürich: JRP Ringier 2008, ISBN 978-3-905829-78-5.
- Teresa Hubbard / Alexander Birchler: No Room to Answer. Ausst.-Kat. Modern Art Museum of Fort Worth, Texas, 14. September 2008 - 4. Januar 2009 / Württembergischer Kunstverein, Stuttgart, 28. Februar – 10. Mai 2009 / Aargauer Kunsthaus, Aarau, 5. September – 8. November 2009, Ostfildern: Hatje Cantz 2009, ISBN 978-3-7757-2267-4.
- Yesterday will be better: Mit der Erinnerung in die Zukunft / Taking memory into the future. Ausst.-Kat. Aargauer Kunsthaus, Aarau, 21. August – 7. November 2010, Bielefeld: Kerber 2010, ISBN 978-3-86678-409-3.
- Thomas Galler. Walking through Bagdad with a Buster Keaton Face. Ausst.-Kat. Aargauer Kunsthaus, Aarau, 29. Mai – 9. August 2009, Zürich: Edition Fink 2009, ISBN 978-3-03746-138-9. Google Books
- Ugo Rondinone: The Night of Lead. Ausst.-Kat. MUSAC, Museo de Arte Contemporáneo de Castilla y León, León, 11. Juli 2009 - 10. Januar 2010 / Aargauer Kunsthaus, Aarau, 13. Mai – 1. August 2010, Zurich: JRP/Ringier 2010, ISBN 978-3-03764-127-9. Google Books
- Fiona Tan: Rise and Fall. Ausst.-Kat. Aargauer Kunsthaus, Aarau, 30. Januar – 18. April 2010 / Vancouver Art Gallery, 8. Mai – 6. September 2010 / Sackler Galleries, Washington DC, 23. September 2010 - 16. Januar 2011 / Galerie de L’UQAM, Montréal, 24. Februar – 2. April 2011, Vancouver: Vancouver Art Gallery 2010, ISBN 978-1-895442-79-3.
- Mai-Thu Perret: The Adding Machine. Ausst.-Kat. Aargauer Kunsthaus, Aarau, 14. Mai – 31. Juli 2011 / MAGASIN – Centre National d'Art Contemporain, Grenoble, 9. Oktober 2011 - 1. Januar 2012, Aarau: Aargauer Kunsthaus 2011, ISBN 978-3-905004-35-9.
- Roman Signer: Karpaten / Carpathians. Erschienen anlässlich der Ausst. Roman Signer – Strassenbilder und Super-8-Filme, Aargauer Kunsthaus, Aarau, 28. Februar – 22. April 2012, Göttingen: Steidl 2012, ISBN 978-3-86930-489-2. Google Books
- La jeunesse est un art: Jubiläum Manor Kunstpreis 2012. Ausst.-Kat. Aargauer Kunsthaus, Aarau, 1. September – 18. November 2012, Luzern: Edizioni Periferia 2012, ISBN 978-3-906016-05-4.
- Kris Martin: Every Day of the Weak. Ausst.-Kat. Kunstmuseum Bonn, 2.2.–22.04.2012 / Aargauer Kunsthaus, Aarau, 21. Mai – 12. August 2012 / Kestnergesellschaft, Hannover, 22. November 2012 - 3. Februar 2013, Berlin: Distanz 2012, ISBN 978-3-942405-67-6 Deutsch / ISBN 3-942405-67-9 Englisch.
- Dieter Meier: In Conversation. Ausst.-Kat. Aargauer Kunsthaus, Aarau, 7. September – 17. November 2013, Nürnberg: Verlag für Moderne Kunst 2013, ISBN 978-3-86984-458-9. Google Books
- Rhythm in it: Vom Rhythmus in der Gegenwartskunst. Ausst.-Kat. Aargauer Kunsthaus, Aarau, 18. Mai – 11. August 2013, Luzern: Edizioni Periferia 2013, ISBN 978-3-906016-21-4.
- Robert Walser und die Bildende Kunst: Ohne Achtsamkeit beachte ich alles. Ausst.-Kat. Aargauer Kunsthaus, Aarau, 10. Mai – 27. Juli 2014, Sulgen: Benteli 2014, ISBN 978-3-7165-1796-3.
- Hans Schärer: Madonnen & erotische Aquarelle. Ausst.-Kat. Aargauer Kunsthaus, Aarau, 1. Mai – 2. August 2015, Luzern: Edizioni Periferia 2015, ISBN 978-3-906016-48-1.
- Christian Marclay: Action (Binding Sélection d’artistes, Bd. 57). Ausst.-Kat. Aargauer Kunsthaus, Aarau, 30. August – 15. November 2015, Ostfildern: Hatje Cantz 2015, ISBN 978-3-7757-4041-8. Google Books
- The sleeping hippopotamus and the missing eskimo: João Maria Gusmão, Pedro Paiva. Ausst.-Kat. Kölnischer Kunstverein, Köln, 29. August – 25. November 2015, Aargauer Kunsthaus, Aarau, 30. April – 7. August 2016, Köln: König 2016, ISBN 978-3-86335-987-4. Google Books
- Cinéma mon amour: Kino in der Kunst / Film in art. Ausst.-Kat. Aargauer Kunsthaus, Aarau, 22. Januar – 22. April 2017, Zürich: Scheidegger & Spiess, ISBN 978-3-85881-541-5. Google Books
- Swiss Pop Art: Formen und Tendenzen 1962–1972 / forms and tendencies of Pop Art in Switzerland 1962–1972 / formes et tendances du pop art en suisse 1962–1972. Ausst.-Kat. Aargauer Kunsthaus, Aarau, 7. Mai  – 5. November 2017, Zürich: Scheidegger & Spiess 2017, ISBN 978-3-85881-536-1. Google Books

## Mandate, Gremien und Jurierungen (Auswahl)
- 1997–2000: Mitglied Kunstkreditkommission des Kantons Basel-Stadt
- 1997–2000: Vorstand Liste – The Young Art Fair Basel
- 2000–2012: Stiftungsrätin Pro Helvetia Schweizer Kulturstiftung
- 2002–2006: Vorstand Schweizerischer Kunstverein (SKA)
- Seit 2002: Stiftungsrätin Stiftung für die Graphische Kunst in der Schweiz, Graphische Sammlung der ETH Zürich
- 2007–2015: Stiftungsrätin Fondation Nestlé pour l’Art[5]
- Seit 2007: Stiftungsrätin UBS Kulturstiftung[6]
- Seit 2009: Beirätin Verein Institut für moderne Kunst Nürnberg e. V.[7]
- 2009–2011: Jury-Mitglied Nationale Suisse Kunstpreis
- 2011–2017: Programmkommission Kunsthaus Zürich, Zürcher Kunstgesellschaft
- Seit 2012: Jury-Mitglied (seit 2015 Jury-Präsidentin) Stipendium Vordemberge Gildewart
- Seit 2013: Stiftungsrätin Jubiläumsstiftung der Mobiliar[8]
- Seit 2013: Stiftungsrätin Fotostiftung Schweiz[9]
- 2014: Jury-Mitglied Oberrheinischer Kunstpreis Offenburg, Kulturstadt Offenburg und Förderkreis Kunst + Kultur e.V.[10]
- 2015: Jury-Mitglied Prix de la Société des Arts, Arts Visuels, Genève
- Seit 2015: Präsidentin International Council of Museums (ICOM)[11] Schweiz

## Auszeichnungen
- 2001: Schweizer Kunstpreis (ehemals Eidgenössisches Stipendium für Kunstvermittlung), Kategorie Kritik, Edition, Ausstellung, Bundesamt für Kultur
- 2005/06: Werkstipendium Atelier Berlin, Sparte Geisteswissenschaften, Landis & Gyr Stiftung[12]